# Етторе Бугатті

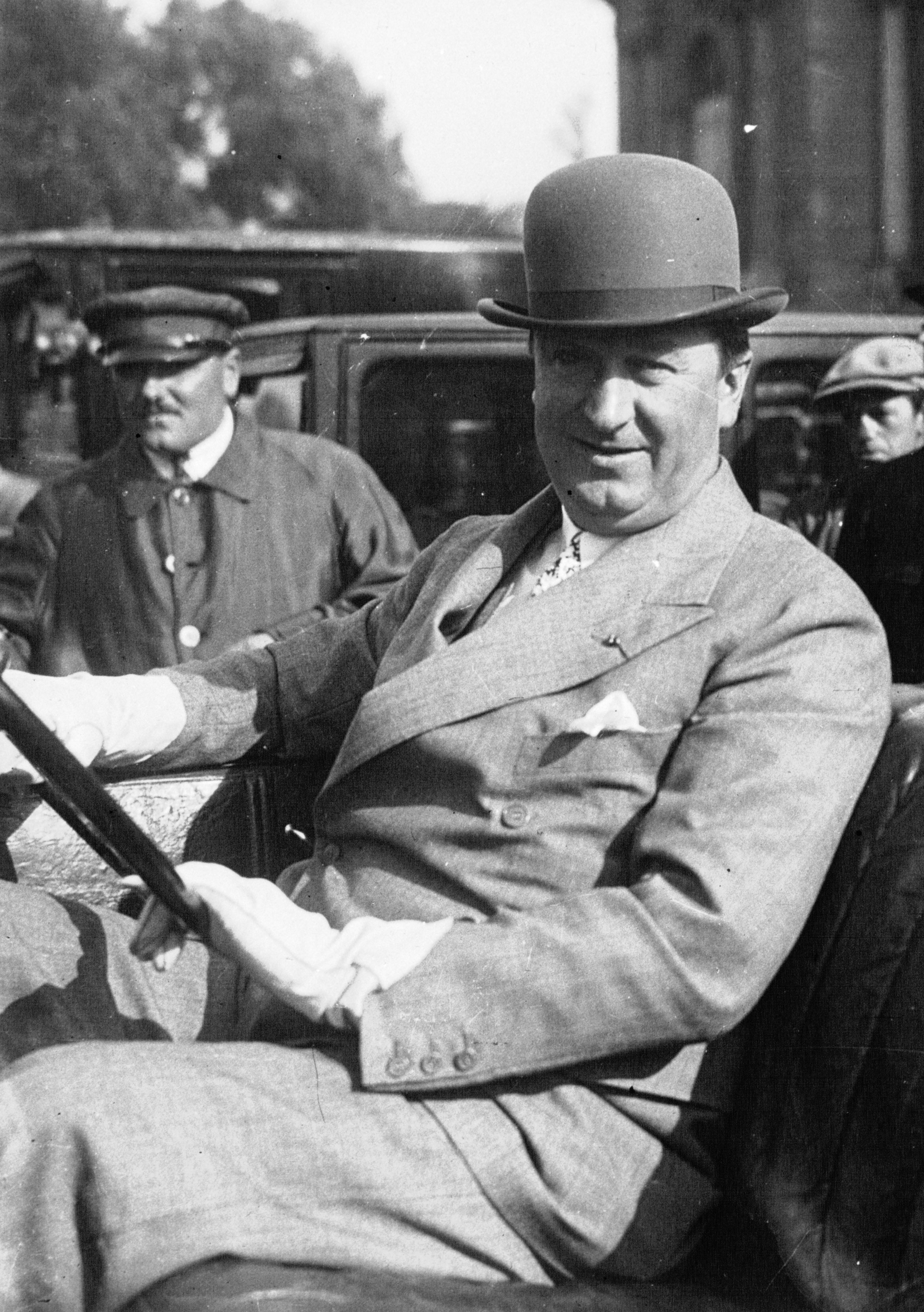
Етторе Бугатті. 1926

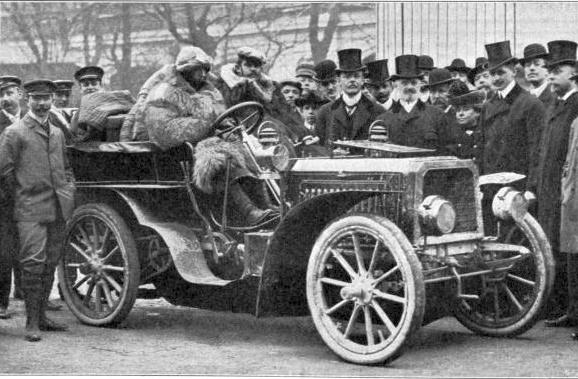
Етторе Бугатті у Відні. 1903

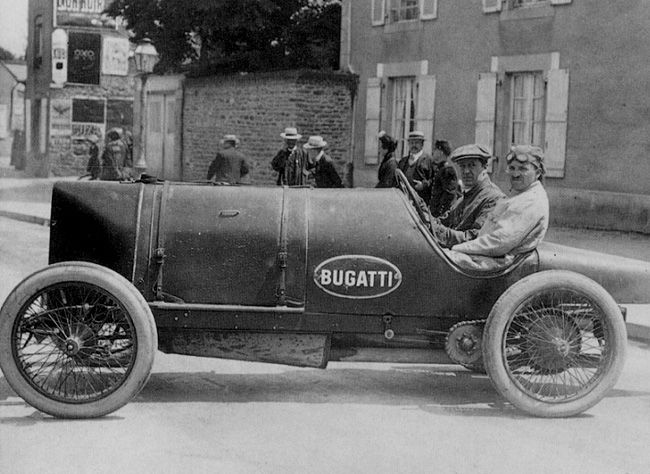

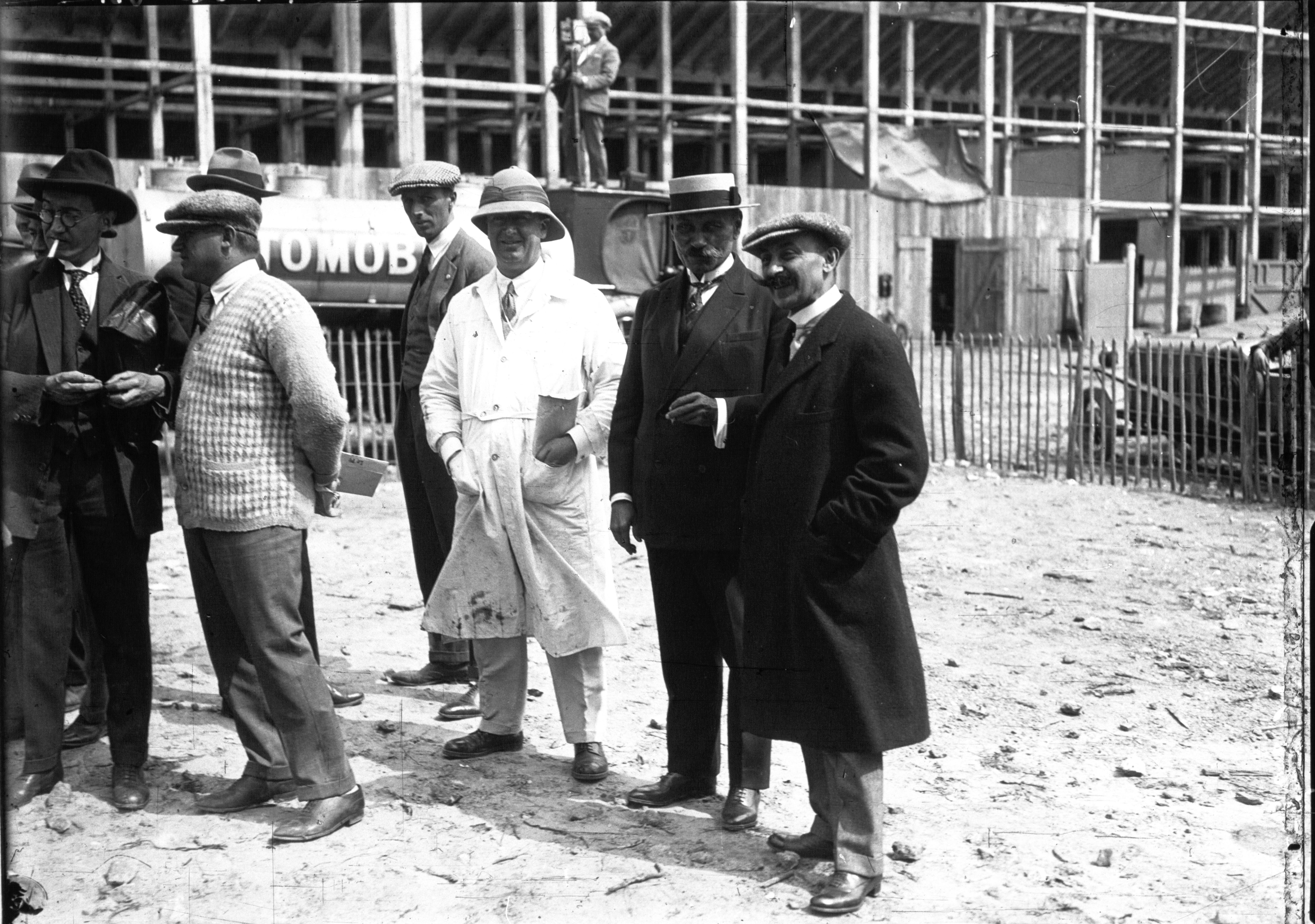
Е. Бугатті на Гран Прі Франції. 1925 (посередині у білому)

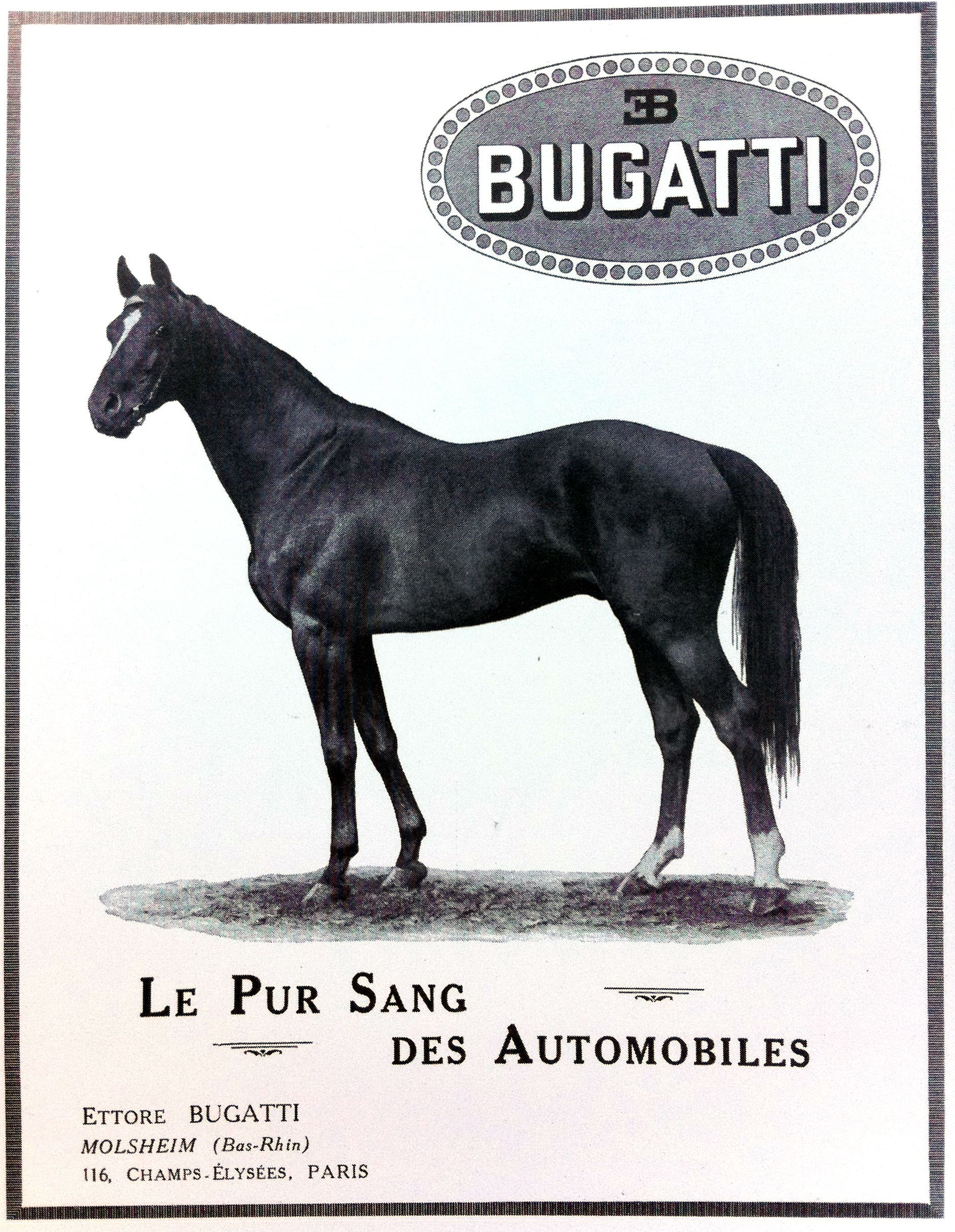
Реклама «Бугатті», як «чистокровних» машин

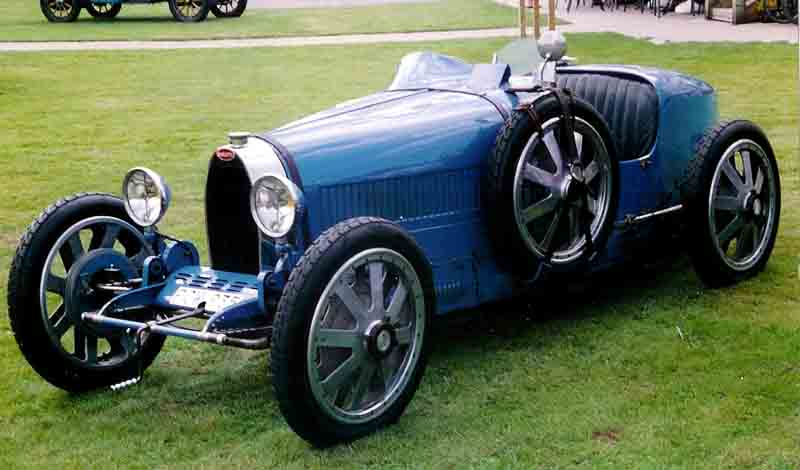
Найуспішніший Bugatti Typ 35A. 1925

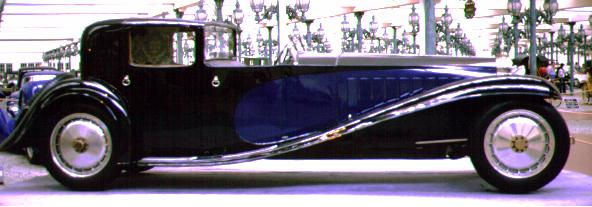
Bugatti Typ 41 Royale

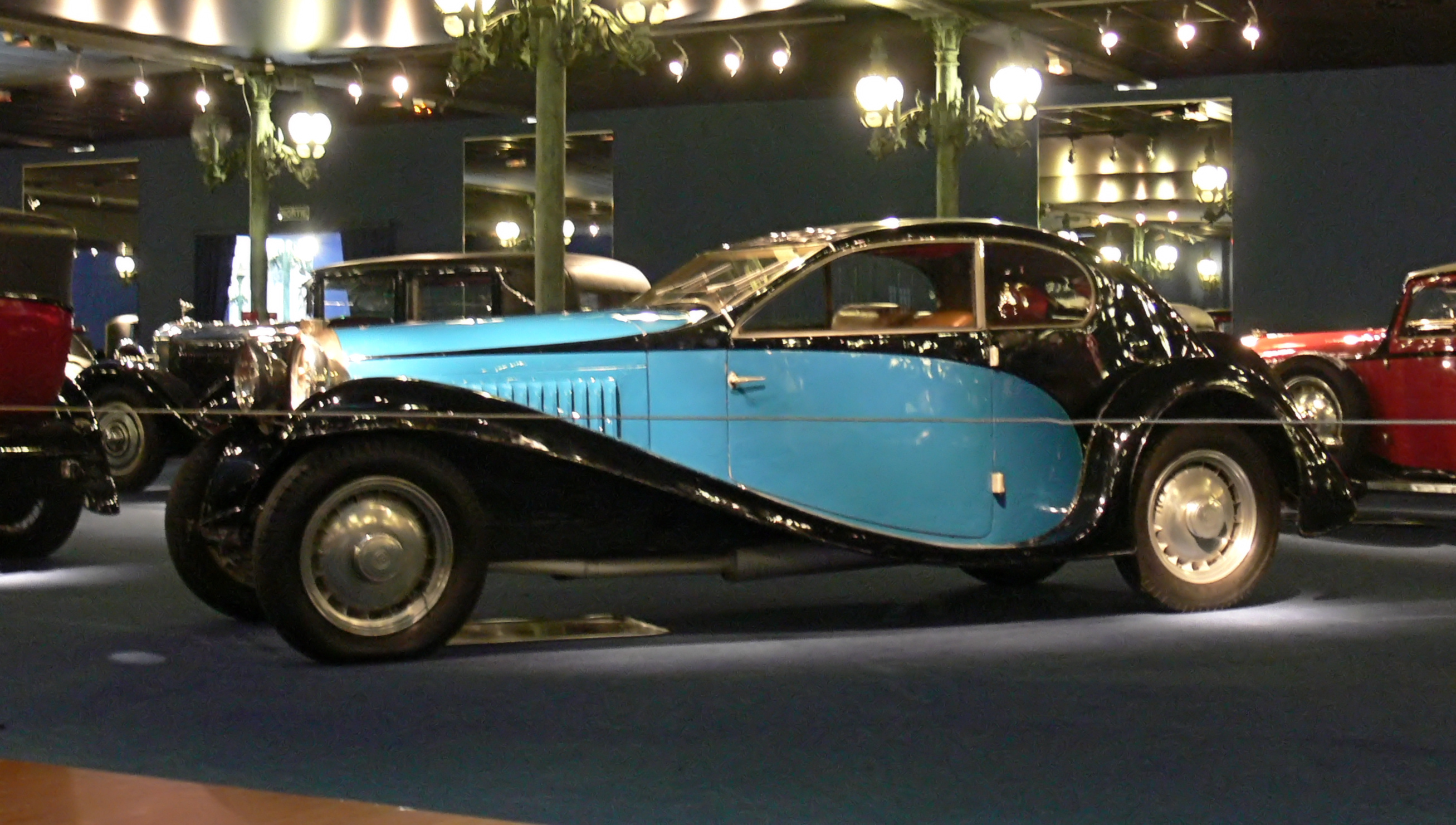
Bugatti Type 46

Етторе Бугатті (італ. Ettore Arco Isidoro Bugatti; 15 вересня 1881, Мілан — 21 серпня 1947, Париж) — італійський автомобільний конструктор, дизайнер, засновник французької компанії «Bugatti».

## Життєпис
Етторе Бугатті народився в Кастелла-делла-Сфорцо в Мілані у сім'ї дизайнера меблів, ювелірних виробів Карло Бугатті. Серед його братів, племінників було немало художників, архітекторів, скульпторів. Згідно бажання батька у міланській Академії мистецтв (фр. Académie des Beaux-Arts) вивчав скульптуру, але його приваблювала техніка.
У 1898 році почав вивчати виробництво автомобілів на фабриці Prinetti & Stucchi. Тут збудував свій перший автомобіль Type 1, примонтувавши два одноциліндрові мотори De Dion-Bouton до триколісного велосипеда. На ньому він вперше стартував 1899 року на 161 км гонці. Загалом виграв 8 автомобільних гонок з 10. За фінансової допомоги графа Ґулінеллі збудував свій перший чотириколісний автомобіль Type 2, який на виставці у Мілані було відзначений медаллю. На ньому 1901 року взяв участь у Гран Прі Мілану.
Бугатті зацікавився барон де Дітріх, який запропонував 1902 року очолити технічний супровід виробництва автомобілів на його фабриці у Ельзасі. Тут він розробив Type 5, що брав участь у гонках. Після завершення дії договору в 1904 році Бугатті почав співпрацювати з фірмою розповсюджувачем автомобілів De-Dietrich Емілем Матісом (фр. Emil Mathis). Вони створили фірму Société Alsacienne de Construction Mécanique" (SACM), плануючи випускати Hermes-Simplex за патентом Бугатті. Після припинення співпраці (1906) він підписав угоду 1 вересня 1907 року з фабрикою моторів Deutz AG в Кельні. Він розробив до 1909 року два чотирициліндрові мотори, що виявилися конструктивно надто складними. 15 грудня 1909 року співпраця була припинена.

### Сім'я
Одружився 1907 року на Барбарі Джозефині Бальцоні (фр. Barbara Maria Guiseppina Mascherpa Bolzoni), у шлюбі з якою народились дві доньки і два сини. Після її смерті одружився з Маргаритою Делькьюзе (фр. Geneviève Marguerite Delcuze), у шлюбі з якою народились донька і син.

## Компанія «Automobiles Ettore Bugatti»
Завдяки коштам банкіра Августина де Візкая (фр. Augustin de Vizcaya) у тоді німецькому Мольсаймі Етторе Бугатті з партнером Ернстом Фрідріхом заклав 1 січня 1910 року компанію «Automobiles Ettore Bugatti». За угодою з Пежо він розробив 1911 року «Peugeot Bébé», що випускався за ліцензією у 1911—1916 роках фірмами Peugeot, Rabag (Дюсельдорф), Diatto (Турин), Crossley (Манчестер).
Переломним стався у 1912 році, коли Бугатті розпочав роботу над Bugatti Type 13, яка стала базою для подальших розробок. До 1926 року було виготовлено 2000 машин. У 1914 році на фабриці працювало 200 робітників, виготовляючи щомісяця 75 машин. На час війни родина Бугатті перебралась до Мілану, Парижу, де Етторе розробив 8- і 16-циліндрові авіамотори. Для США він виготовив у 1917 році 16-циліндровий авіамотор.
Після війни Бугатті повернувся назад, відновивши виробництво машин Type 13, які до 1925 року виграли понад 400 гонок. З 1922 року було розпочато випуск Bugatti Type 30. Найбільш успішною стала гоночна і спортивна модель Bugatti Type 35, що панувала на гонках кінця 1920-х рр.
Великий вплив на автомобілебудування мали моделі Bugatti Type 41 Royal, Bugatti Type 50, Bugatti Type 57.
Через світову кризу Етторе Бугатті зосередився на виробництві швидкісних поїздів. Після страйку робітників він передав управління підприємством старшому сину Жану (1909—1939), який з 1936 року почав відігравати активну участь у проєктуванні, виробництві автомобілів. Жан Бугатті загинув 11 серпня 1939 року при випробуваннях гоночної моделі Bugatti Type 57 °C. При швидкості 200 км/год він врізався у дерево, намагаючись оминути машину, що несподівано виїхала з поля на машину. Смерть сина сильно вплинула на стан Етторе Бугатті. Швидкий початок війни зупинив виробництво. Після завершення війни керівництво компанією перейняв середній син Роланд Бугатті. Нові моделі не мали успіху і компанія була продана у 1960-х роках.
Етторе Бугатті помер 21 серпня 1947 року і був похоронений у родинному склепі у Мольсгаймі. За його життя було виготовлено 7900 автомобілів, майже 2000 з яких збереглись донині. Вони цінуються перш за все завдяки дизайнерським рішенням.
Етторе Бугатті любив чистокровних коней (фр. "Pur Sang"). У 1930-х роках на дверях виробничих цехів появились спеціальні отвори для морд коней. Таким чином вони відкривали двері і Етторе Бугатті міг вїздити верхи до виробничих приміщень. Ця любов мала відображення у рекламі компанії.